# Мама, родная, любимая...
«Мама, родная, любимая...» — советский художественный широкоформатный и широкоэкранный фильм 1986 года, снятый Николаем Мащенко на киностудии имени А. Довженко по его же сценарию, написанному совместно с Иваном Драчем.
Премьера фильма состоялась 6 июля 1987 года. Фильм посмотрели 3,4 млн зрителей.

## Сюжет
18-летняя Татьяна выходит замуж за Максима, становится матерью троих его детей. После смерти Максима его брат Дмитрий выгоняет её из дома. Татьяна выходит замуж за вдовца Павла, принимает в семью детей Максима. Вместе с 10 детьми она переживает тяжелые испытания: гибель Павла, болезнь сына, арест другого сына, Великая Отечественная война.

Это история о женщине (Лидия Яремчук), которая, пожалев детей старше её вдовца, соглашается на нём жениться. Овдовев тоже, она воспитывает собственных десятерых детей в течение ужасных двадцатых и тридцатых годов. Во время сталинских чисток объезжает Украину, чтобы найти сына, ставшего жертвой доноса.
Оригинальный текст (укр.)Це історія про жінку (Лідія Яремчук), яка, пожалівши дітей старшого за неї вдівця, погоджується з ним одружитись. Овдовівши теж, вона виховує власних десятьох дітей протягом жахливих двадцятих і тридцятих років. Під час сталінських чисток об'їждає Україну, щоб віднайти сина, який став жертвою доносу.
— Любомир Госейко

## В ролях
- Лидия Яремчук — Татьяна
- Виктор Лазарев — К. Е. Ворошилов
- Андрей Харитонов — Иван
- Ада Роговцева — врач
- Станислав Станкевич — следователь
- Вилорий Пащенко — Павел
- Владимир Талашко — Максим
- Константин Степанков — директор школы
- Григорий Гладий — Григорий
- Валентина Гришокина — Оксана
- Дмитрий Миргородский — Дмитрий
- Николай Олейник — председатель колхоза
- Михаил Голубович — представитель собеса
- Евгений Паперный — Александр Фёдорович
- Георгий Дрозд — Шубин
- Леонид Яновский — отец Татьяны

В эпизодах:
- Александр Толстых — начальник из района
- Андрей Николаев — сотрудник НКВД
- Валерий Шептекита — отец Николай
- Анатолий Барчук — друг семьи
- Андрей Мороз — Петя
- Светлана Шиляева
- Наталья Панчик
- Людмила Лобза — домработница
- Алексей Колесник — сотрудник НКВД
- В. Горпенко-Найдич
- Александр Картич
- Юрий Одинокий — Федя
- Константин Шамин
- Валентина Масенко
- Юрий Мысенков — адъютант
- Ирина Кихтёва — бандитка
- В. Дьяченко
- Виктор Мирошниченко
- Юрий Нещеретный — Федя

## Съёмочная группа
- Авторы сценария: Иван Драч, Николай Мащенко
- Режиссёр-постановщик: Николай Мащенко
- Оператор-постановщик: Геннадий Энгстрем
- Художник-постановщик: Виталий Лазарев
- Композитор: Георгий Дмитриев
- Звукооператор: Юрий Горецкий
- Режиссёр: Валентин Фещенко
- Операторы: Вячеслав Родниченко, С. Корниенко
- Художник по костюмам: А. Сапанович
- Художники-гримёры: В. Бржестовская, Е. Панченко
- Монтажёр: Е. Русецкая
- Ассистенты режиссёра: А. Святненко, Э. Русаков, А. Гребениченко
- Ассистент оператора: Е. Калин
- Оператор комбинированных съёмок: Н. Шабаев
- Художник-фотограф: Г. Горский
- Мастер-светотехник: Ю. Миронов
- Редактор: Марина Медникова
- Административная группа: Л. Энгстрем, В. Скляров, А. Колесников
- Директор картины: Анатолий Костенко

## Музыка
В фильме звучит музыка в исполнении Государственного симфонического оркестра Украинской ССР (дирижёр Ф. Глущенко, соло на виолончели: М. Чайковская) и Киевского камерного хора имени Б. Лятошинского (художественный руководитель: В. Иконник).

## Критика
Еще не освобождённый до конца соцреалистического ошейника, Мащенко медленно развязывает людям языки. Следует добавить: характерный стиль съёмки и применение слишком плотного освещения, являющегося следствием длительной работы режиссера для телевидения, повадит фильму, созданному для широкого экрана.
Оригинальный текст (укр.)Ще не звільнений остаточно від соцреалістичного нашийника, Мащенко поволі розв'язує людям язики. Слід додати: характерний стиль зйомки й застосування надто щільного освітлення, що є наслідком тривалої роботи режисера для телебачення, вадить фільмові, створеному для широкого екрана.
— Любомир Госейко